# San Bruno
San Bruno ist eine Stadt im San Mateo County im US-Bundesstaat Kalifornien mit 43.908 Einwohnern (Stand: 2020). Die geographischen Koordinaten sind: 37,62° Nord, 122,43° West. Das Stadtgebiet hat eine Größe von 14,1 Quadratkilometern und schließt an den Flughafen San Francisco und den Golden Gate National Cemetery an.
Das Internet-Videoportal YouTube hat seinen Sitz in San Bruno.

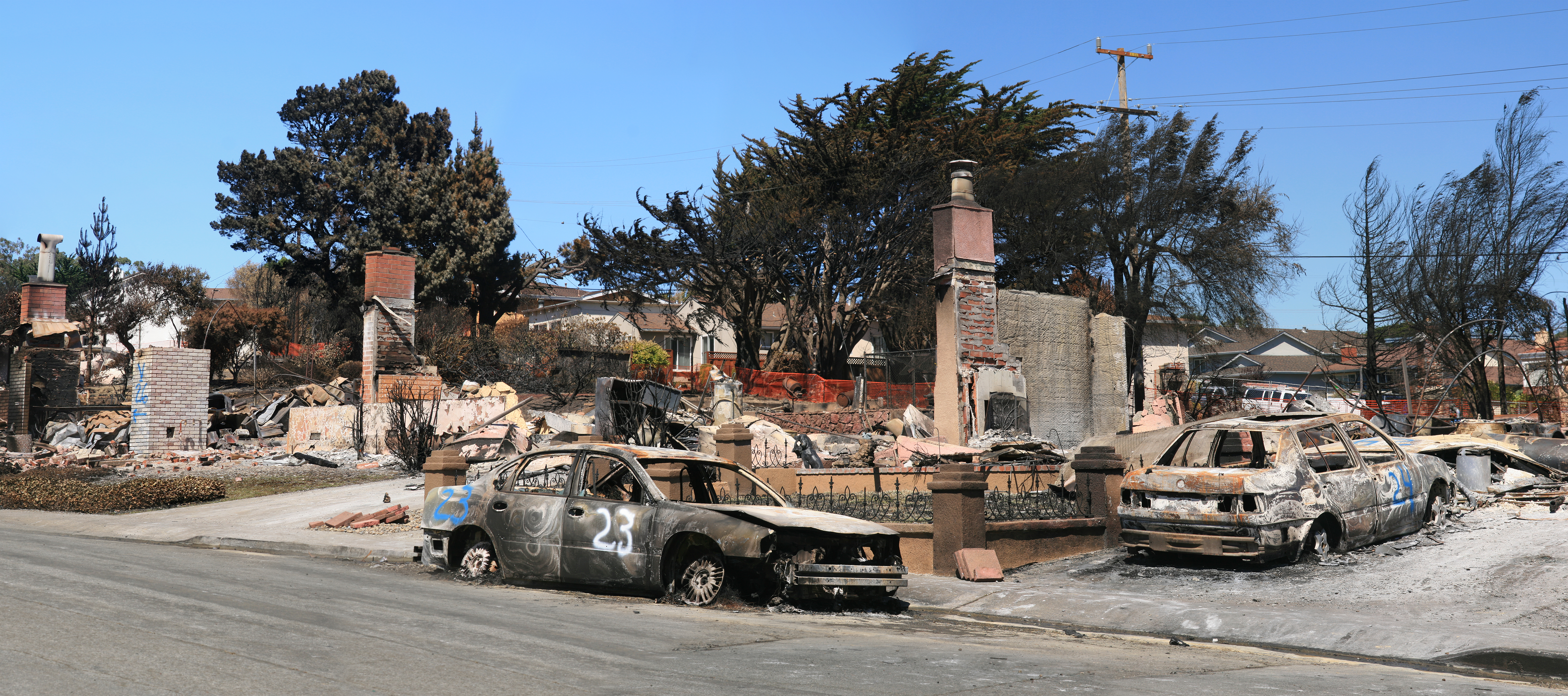
Zerstörungen im Ort nach der Gasexplosion vom 9. September 2010

Am 9. September 2010 explodierte in San Bruno eine Gasleitung, wodurch sechs Menschen starben und mehr als 30 Menschen verletzt wurden. Über 50 Häuser wurden zerstört und 120 weitere beschädigt.

## Geographie
Die Stadt liegt zwischen South San Francisco und Millbrae nahe dem San Francisco International Airport und etwa 19 Kilometer südlich von der Innenstadt von San Francisco.
Dem United States Census Bureau zufolge hat die Stadt insgesamt ein Gebiet von 14,1 Quadratkilometern Landfläche. Die Stadt erstreckt sich vom hauptsächlich flachen Land nahe der Bucht von San Francisco bis in die Ausläufer der Santa Cruz Mountains, die sich in Crestmoor über 183 Meter und in Portola Highlands über 213 Meter über den Meeresspiegel erheben. Das Rathaus der Stadt liegt auf einer Erhebung von offiziell 12,5 Metern.
Teile von Mills Park, Crestmoor und Rollingwood sind sehr hügelig und haben ein paar Schluchten.
Bäche fließen großteils verdolt (überdeckt) von Quellen in den Hügeln durch die Stadt in Richtung San Francisco Bay. Gleich westlich des Skyline Boulevard erstreckt sich außerhalb der Stadt der künstlich angelegte San Andreas Lake, der 1895 für die berühmte San-Andreas-Verwerfung namensgebend war. Dieser See ist eines von mehreren Wasserreservoirs der Wasserversorgung von San Francisco und liefert das Trinkwasser für San Francisco und einige Kommunen im San Mateo County – auch für Teile von San Bruno.

## Klima
San Bruno genießt ein mildes Mittelmeerklima, das sich durch warme, trockene Sommer und kühle, nasse Winter auszeichnet.

## Persönlichkeiten
- Ruggiero Ricci (1918–2012), Violinist
- Ronald Charles „Pigpen“ McKernan (1945–1973), Organist und Sänger
- Suzanne Somers (1946–2023), Schauspielerin